# Wolfgangpas
De Wolfgangpas is gelegen in het Zwitserse kanton Graubünden en vormt de verbinding tussen Klosters in het Prättigaudal en Davos in het dal van de Landwasser.
Vanwege de geringe hoogte kan de pas gedurende de winter relatief gemakkelijk berijdbaar gehouden worden voor autoverkeer. Het huidige traject over de 1631 meter hoge bergpas is aangelegd in 1889. Naast de verkeersweg loopt over de Wolfgangpas ook een spoorlijn van de Rhätische Bahn van Davos naar het aan de Rijn gelegen Landquart.
In de nabijheid van de pashoogte staat de bekende Wolfgang Kliniek waarin ook voor enige jaren het Nederlands Astmacentrum gehuisvest was.